# 筑梦天下
《筑梦天下》（英語：Architectures Dream），是香港凤凰卫视的一档建筑赏析类节目，主持人为周瑛琦。节目介绍中外历史建筑，赏析现代经典设计，寻访民居风俗故事，分享另类家居理念。2008年9月6日在凤凰卫视中文台开播。
本节目由雅居乐地产冠名及贊助（2013年上半年曾暂停一段时间），2022年起沒有冠名商。

## 播出时间
与凤凰卫视大部分节目不同，本节目仅安排在凤凰卫视中文台播出。（以下以香港时间为准）
- 首播：周六13:00-13:30
- 重播：周日02:50-03:15、22:15-22:45

2013年起，节目在凤凰卫视资讯台重播，播出时间为周日13:30-14:00。

## 部分介绍过的建筑
- 2008-09-06：棕榈岛
- 2008-09-13：首都机场
- 2008-10-04：中国国家大剧院
- 2008-10-18：新加坡国家图书馆
- 2008-11-01、08：圣彼得大教堂
- 2009-01-24：台北101
- 2009-02-21、28：贝聿铭
- 2009-04-04：巴黎歌剧院
- 2009-07-11：中国长城
- 2009-10-03：上海浦东国际机场
- 2009-11-21：福建土楼
- 2009-11-28：萨卡拉金字塔
- 2010-05-15：广州歌剧院
- 2010-09-11、2013-10-12：梨花女子大学
- 2010-11-13：广州塔
- 2011-01-15：戴高乐机场
- 2011-12-03：牛津大学
- 2012-02-04：英国女王的宫殿
- 2012-06-02：普利兹克建筑奖
- 2012-06-16：李冰
- 2013-01-26：钱塘江大桥
- 2013-03-02：开平碉楼
- 2013-03-09：世界厕所的历史
- 2013-05-25：广州骑楼
- 2013-06-08：摩天大楼
- 2013-07-27：佛教建筑
- 2013-09-28：柏林犹太博物馆
- 2014-05-17：火车站